# Peter Christian Gøtzsche
Peter Christian Gøtzsche (Copenaghen, 26 novembre 1949) è un medico e ricercatore medico danese.
È stato a capo del Nordic Cochrane Center presso il Rigshospitalet di Copenaghen. Co-fondatore della Cochrane Collaboration, ha scritto numerosi articoli di revisione per quest'ultima. Il 25 settembre 2018 la sua adesione è stata revocata dal consiglio di amministrazione della Cochrane. Durante la pandemia da COVID-19, Gøtzsche è stato criticato per aver diffuso disinformazione sui vaccini anti-COVID.

## Biografia
Dopo aver completato le scuole superiori, Gøtzsche ha studiato scienze laureandosi in biologia e chimica nel 1974. Dopo aver lavorato per un breve periodo come insegnante, nel 1975 ha iniziato a collaborare con l'industria farmaceutica come rappresentante di farmaci per Astra AB; diversi mesi dopo è diventato product manager. Nel 1977 Gøtzsche ha assunto un incarico presso Astra-Syntex, ricoprendo il ruolo di responsabile degli studi clinici. Mentre lavorava presso Astra-Syntex, iniziò a studiare medicina, percorso che terminò con la laurea nel 1984.
Dal 1984 al 1995 Gøtzsche ha lavorato negli ospedali di Copenaghen. Nel 1993 ha co-fondato, insieme a Sir Iain Chalmers e a circa 80 altri ricercatori, la Cochrane Collaboration. Nello stesso anno, ha fondato il Nordic Cochrane Centre. Nel 2010 Gøtzsche è stato nominato professore di progettazione e analisi della ricerca clinica presso l'Università di Copenaghen. Questa cattedra è stata successivamente soppressa dall'università. Nel 2017 è stato eletto membro del consiglio direttivo della Cochrane. Nel settembre 2018 è stato espulso dalla Cochrane Collaboration. Nel 2019 Gøtzsche ha fondato l'Institute for Scientific Freedom, il cui obiettivo è quello di "preservare l'onestà e l'integrità nella scienza".

## Attività di ricerca e revisione
Tra i risultati delle sue ricerche vi sono la scoperta che il placebo ha un effetto sorprendentemente scarso e che molte meta-analisi potrebbero contenere errori di estrazione dei dati. Gøtzsche e i suoi coautori hanno talvolta criticato i metodi di ricerca e le interpretazioni di altri scienziati, ad esempio nella meta-analisi del placebo.
Gøtzsche ha commentato la meta-analisi, e l'indipendenza editoriale delle riviste mediche. Ha scritto di questioni relative alla scrittura anonima di articoli medici, sostenendo che si tratta di una cattiva condotta scientifica. Ha anche criticato l'eccessiva diffusione di antidepressivi di tipo SSRI.

### Critica dellosreeningmammografico
Gøtzsche ha criticato lo screening per il cancro al seno mediante mammografia, sostenendo che non può essere giustificato; la sua critica, che ha causato polemiche, derivava da una meta-analisi che ha fatto sugli studi di screening mammografico e pubblicata come Is screening for breast cancer with mammography justifiable? (Lo screening per il cancro al seno con la mammografia è giustificabile?) su The Lancet nel 2000. In essa ha scartato sei studi su otto, sostenendo che la loro randomizzazione fosse inadeguata.
Nel 2006 un articolo di Gøtzsche sullo screening mammografico è stato pubblicato elettronicamente sull'European Journal of Cancer prima della stampa. La rivista ha successivamente rimosso completamente l'articolo dal proprio sito web senza alcuna ritrattazione formale. L'articolo è stato successivamente pubblicato sul Danish Medical Bulletin accompagnato da una breve nota del curatore, mentre Gøtzsche e i suoi co-autori hanno commentato la ritrattazione unilaterale a cui essi non avevano partecipato.
Nel 2012 è stato pubblicato il suo libro Mammography Screening: Truth, Lies and Controversy (Screening mammografico: verità, bugie e controversie), cui nel 2013 seguì il libro Deadly Medicines and Organised Crime: How Big Pharma Has Corrupted Healthcare (Medicine letali e criminalità organizzata: come le grandi case farmaceutiche hanno corrotto la sanità).

### Critica delle revisioni sul vaccino HPV
Su richiesta delle autorità sanitarie e farmaceutiche danesi, l'Agenzia europea per i medicinali (EMA) è stata incaricata di esaminare i dati relativi all'uso dei vaccini contro il papilloma virus umano (vaccini HPV) nelle donne e al possibile sviluppo di effetti collaterali rari, in particolare la sindrome dolorosa regionale complessa (CRPS) e la sindrome da tachicardia ortostatica posturale (POTS). La revisione dell'EMA è stata pubblicata nel novembre 2015 e non ha riscontrato alcuna relazione causale. Louise Brinth, una medico danese che aveva pubblicato studi osservazionali sulla POTS, ha successivamente criticato la revisione dell'EMA in una confutazione dettagliata. Gøtzsche l'ha sostenuta e nel maggio 2018 ha presentato un reclamo formale all'EMA in cui criticava il loro rapporto.
Gøtzsche et al. hanno anche riscontrato difetti in una revisione Cochrane del 2018 sul vaccino contro l'HPV. La revisione aveva giudicato il vaccino efficace e non aveva riscontrato un aumento del rischio di gravi effetti avversi.

## Espulsione dalla Cochrane
Gøtzsche, che era stato eletto nel consiglio direttivo nel 2017, è stato espulso da quest'ultimo e dall'organizzazione dopo una votazione dei 13 membri del consiglio (conclusa con 6 voti favorevoli e 5 contrari) durante l'assemblea annuale tenutasi a Edimburgo nel settembre 2018. Il consiglio ha annunciato la decisione il 26 settembre, espellendo Gøtzsche a causa di un "modello continuo e coerente di comportamenti dirompenti e inappropriati ..., che si sono verificati nel corso di diversi anni, che hanno minato questa cultura e sono stati dannosi per il lavoro, la reputazione e i membri dell'ente caritatevole".
Gøtzsche, critico nei confronti dell'industria farmaceutica e di quella che considera la sua influenza sulla medicina, ha espresso preoccupazione per:
Ha dichiarato:
Dopo l'espulsione, quattro membri del consiglio si sono dimessi e due hanno dovuto andarsene per ristabilire un equilibrio tra membri nominati ed eletti, gettando l'organizzazione nel caos.
Gerd Antes di Cochrane Deutschland ha interpretato la situazione come una "crisi di governance" e ha chiesto "un rigoroso orientamento agli obiettivi e ai principi fondamentali di Cochrane", indicando come prioritari "il rigore scientifico, la conoscenza con minimo livello di pregiudizio, la massima fiducia e la costante salvaguardia contro l'influenza degli interessi in merito all'evidenza [scientifica]”.

## Opere
- Peter C. Gøtzsche e Henrik R. Wulff, Rational Diagnosis and Treatment: Evidence-based Clinical Decision-making, 4th, John Wiley & Sons, 2007, ISBN 9780470723685.
- Peter C. Gøtzsche, Mammography Screening: Truth, Lies and Controversy, Radcliffe Publishing, 2012, ISBN 9781846195853.
- Peter C. Gøtzsche, Deadly Medicines and Organised Crime: How Big Pharma Has Corrupted Healthcare, Taylor & Francis, 2013, ISBN 9781846198847.
- Peter C. Gøtzsche, Deadly Psychiatry and Organised Denial, People's Press, 2015, ISBN 978-87-7159-623-6.
- Peter C. Gøtzsche, Death of a whistleblower and Cochrane's moral collapse, People's Press, 2019.
- Peter C. Gøtzsche, Survival in an Overmedicated World: Look Up the Evidence Yourself, People's Press, 2019.
- Peter C. Gøtzsche, Vaccines: Truth, Lies and Controversy, People's Press, 2020.
- Peter C. Gøtzsche, Mental Health Survival Kit and Withdrawal from Psychiatric Drugs, People's Press, 2020.